# زاوادا (شهرستان پرودنگک)
زاوادا (به لهستانی:  Zawada) یک روستا در لهستان است که در گمینا گووگووک واقع شده‌است.